# باغ گل‌های اصفهان
باغ گل‌های اصفهان یکی از پروژه‌هایی است که در دههٔ هفتاد در اصفهان به پایان و بهره‌برداری رسیده‌است. از ویژگی‌های برجستهٔ این باغ کارکرد چندگانهٔ تفریحی، فرهنگی، آموزشی و پژوهشی آن و همچنین به کار بردن عناصر معماری سنتی در بناهای باغ است.
باغ گلهای اصفهان گل سرسبد فضاهای سبز شهری است که با رویکردی چندگانه می‌تواند علاوه بر جدابیت‌های گردشگری شهر اصفهان، سهم مهمی در تحقیق و رشد گونه‌های مختلف گیاهی داشته باشد.
فضاهای دل‌انگیز و بخش‌های مختلف و متنوع آن در زندگی ماشینی امروزی تغییر ایجاد می‌کند و برای مدتی روح سبز طبیعت را در کام بازدیدکنندگان می‌دمد.
برکه و آبنما نیز فضای خشک اصفهان را نمناکی خاصی می بخشد و علاوه بر آن دانشجوها و محققان نیز می‌توانند با استفاده از این مجموعه به رشد و تعالی در رشته خود برسند.
کودکان نیز می‌توانند از فضاهای این باغ به بهترین نحو بهره برداری کنند و با وجود محل مخصوص برای آنها علاقه‌مندی به گیاهان را در نهاد آنان جایگزین می‌سازد.
در این باغ ۱۳۲ گونه از انواع گياهان دارويی و خوراكی موجود در مناطق مختلف ايران نیز کاشته شده و پرورش می‌یابد که در نوع خود قابل‌توجه است.
مساحت این باغ 72000 متر مربع است و از جاذبه‌های گردشگری می باشد. این مکان در حال حاضر به عنوان مکان تفريحی، فرهنگی، آموزشی و تحقيقی مورد استفاده قرار می‌گیرد. 

## بخش‌های مختلف مجموعهٔ باغ گل‌ها
- پاویون ورودی: پاویون ورودی شامل ساختمانی است به ابعاد ۹ در ۶ متر و بلندی ۶ متر که در طبقهٔ همکف آن دفتری برای ارائهٔ اطلاعات دربارهٔ باغ و نمایشگاه بذر قرار دارد. از سکوی طبقهٔ یکم می‌توان چشم‌انداز کلی پارک را تماشا کرد. طبقهٔ دوم این بنا دارای یک سالن برای نمایش فیلم و اسلاید انواع گیاهان است.
- باغ صخره‌ای: مساحت این باغ ۲۵۰۰ متر است و ۲۵۰ گونه گیاهان صخره‌ای در این باغ کاشته شده‌اند.
- آبشار باغ: این آبشار در سمت شرقی باغ صخره‌ای قرار دارد و از بلندای ۴ متری حجم قابل توجهی از آب به داخل برکه می‌ریزد. در ساختمان آبشار انواع سنگ‌های رودخانه‌ای به کار رفته‌است تا آبشار کاملاً طبیعی به چشم آید.
- برکه: برای لطیف تر کردن هوا و پرورش انواع گیاهان آبزی، در طرح باغ برکه‌ای به مساحت حدود ۳۵۰۰ متر مربع در ضلع جنوب شرقی آن ساخته شده‌است.
- محوطهٔ مخصوص کودکان: در باغ با انواع پرچین‌ها محیطی برای بازی کودکان ساخته شده‌است.
- محوطهٔ باغ: سطح کلی باغ چمنکاری است و با در نظر گرفتن باغچه‌ها در طرح‌های گوناگون، کاشت گل‌های فصلی، یک ساله، دو ساله، همیشگی و درختچه‌های زینتی میسر شده‌است. در میانهٔ باغ، طرح فرش بوته و ترنج با گل‌های مختلف نقش شده‌است. گذرگاه‌های باغ که تقریباً ۵۰۰۰ متر مربع است با سنگفرش‌های گرانیتی در طرح‌های گوناگون فرش شده‌است.
- باغ رز: باغ رز، مجموعهٔ باغچه‌هایی است که برای کاشت انواع گل‌های رزی که در ایران کاشته می‌شود، ساخته شده‌است.
- گلخانه: با توجه به کمبود گل در فصل زمستان، گلخانه‌هایی به مساحت ۷۰۰ متر مربع در ضلع شمال شرقی باغ ساخته شده‌است که بازدید از انواع گل را در فصل‌های سرد برای مهمانان باغ ممکن می‌سازد.
- باغ گیاهان دارویی و خوراکی: این مجموعه با مساحت ۱۱۷۰ متر مربع دارای ۱۳۲ گونه گیاهان دارویی و خوراکی منطقه‌های مختلف ایران است.
- آب‌نماها: گذرگاه‌های اصلی و فرعی با آب‌نماهایی به اندازهٔ ۴۰ در ۸۰ سانتیمتر به همراه فواره‌هایی زینت داده شده‌اند. آب به کار رفته در آب‌نماها از مرکز باغ به آب‌نماها وصل شده و پس از بازگشت دوباره به صورت چرخشی جریان پیدا می‌کند.[۲]
- آمفی تئاتر:در ضلع شرقی باغ گلها، با استفاده از تنه درختان فضايی به شكل آمفی تئاتر پيش بينی ‌ شده كه با ظرفیت 250 نفر میزبان مراسم مختلف است.
- محوطه گل‌های متنوع زنبق و داوودی:در این مجموعه با ساخت قسمتی خاص برای گل‌های پیازی، سعی شده با تعدادی از گونه‌هايی كه با شرايط آب و هوايی اصفهان سازگاری دارند، منظره زيبايی ساخته و تقدیم گردشگران شود. گل‌های متنوع زنبق و داوودی نیز از قسمت‌های پرطرفدار این باغ است که علاقه‌مندان خاص خود را دارد. به منظور ایجاد طراوت در باغ، معابر اصلی و فرعی با استفاده از آب‌نماها همراه با فواره‌های متعدد ساخته شده که آب مورد استفاده از مركز باغ به منتهی اليه آب نماها متصل شده و پس از برگشت مجدد به صورت چرخشی جريان دارد و با حداكثر استفاده از آب با سیستم آبیاری تحت فشار در هزینه‌ها هم صرفه‌جویی می‌شود.[۳]

## منابع

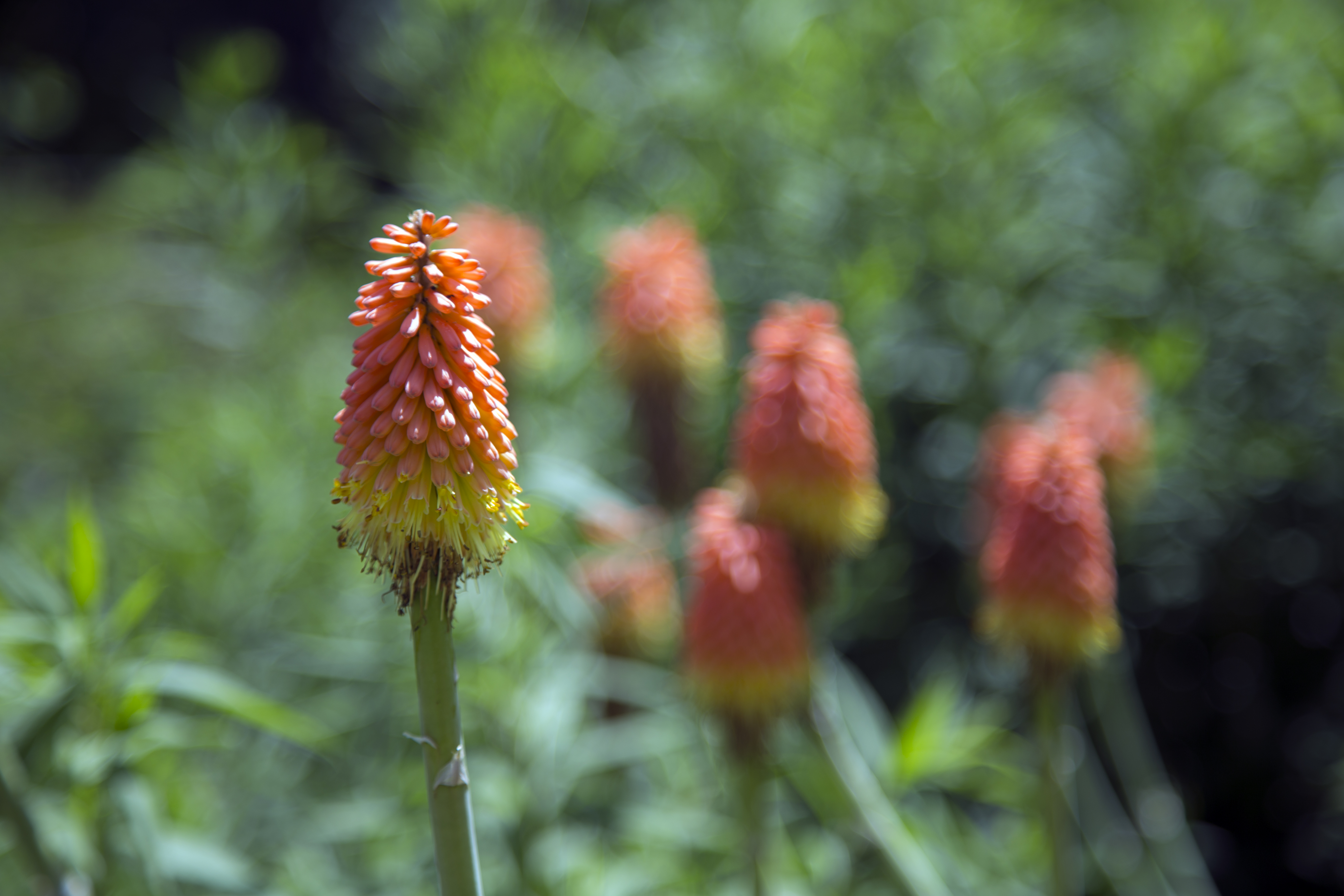
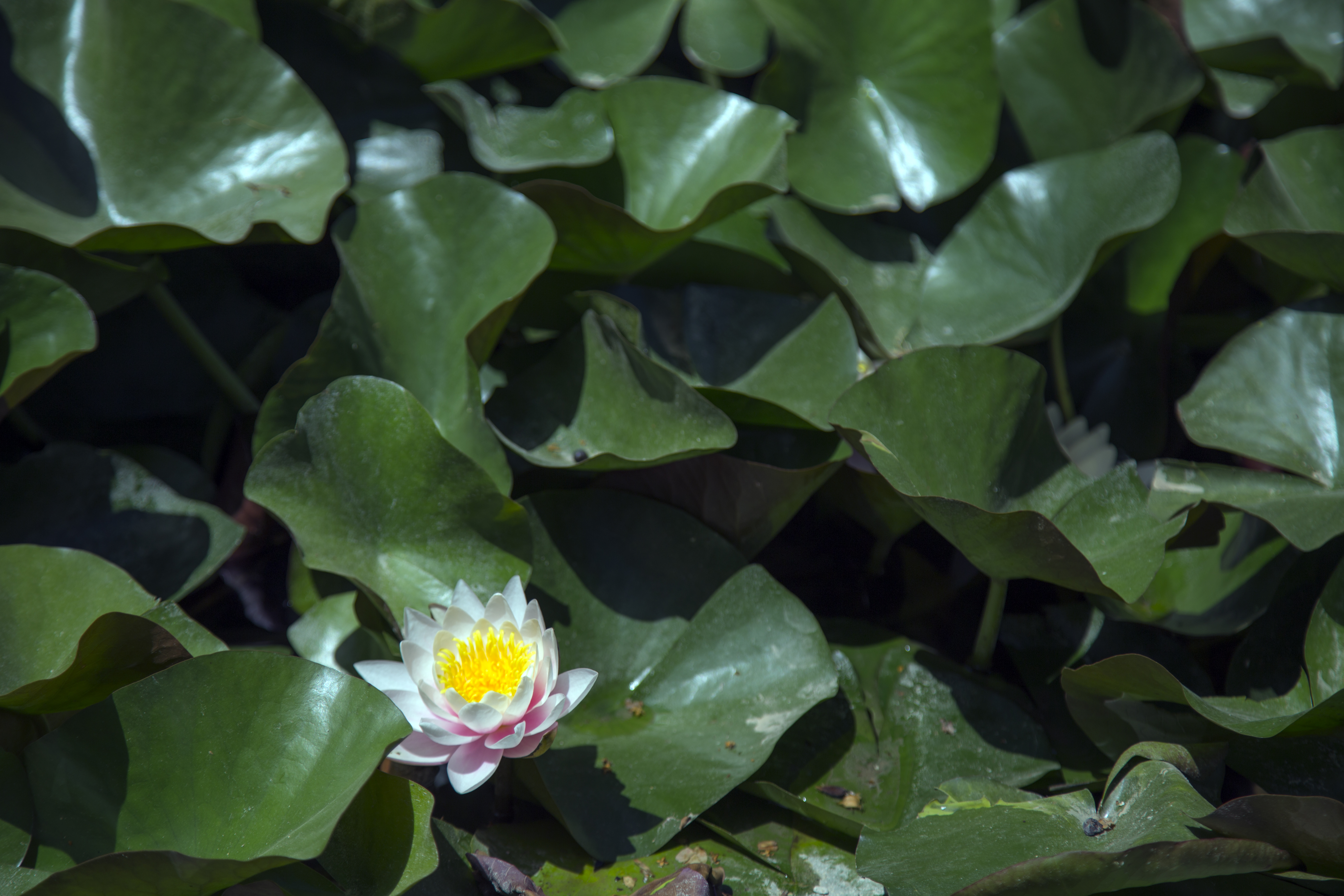
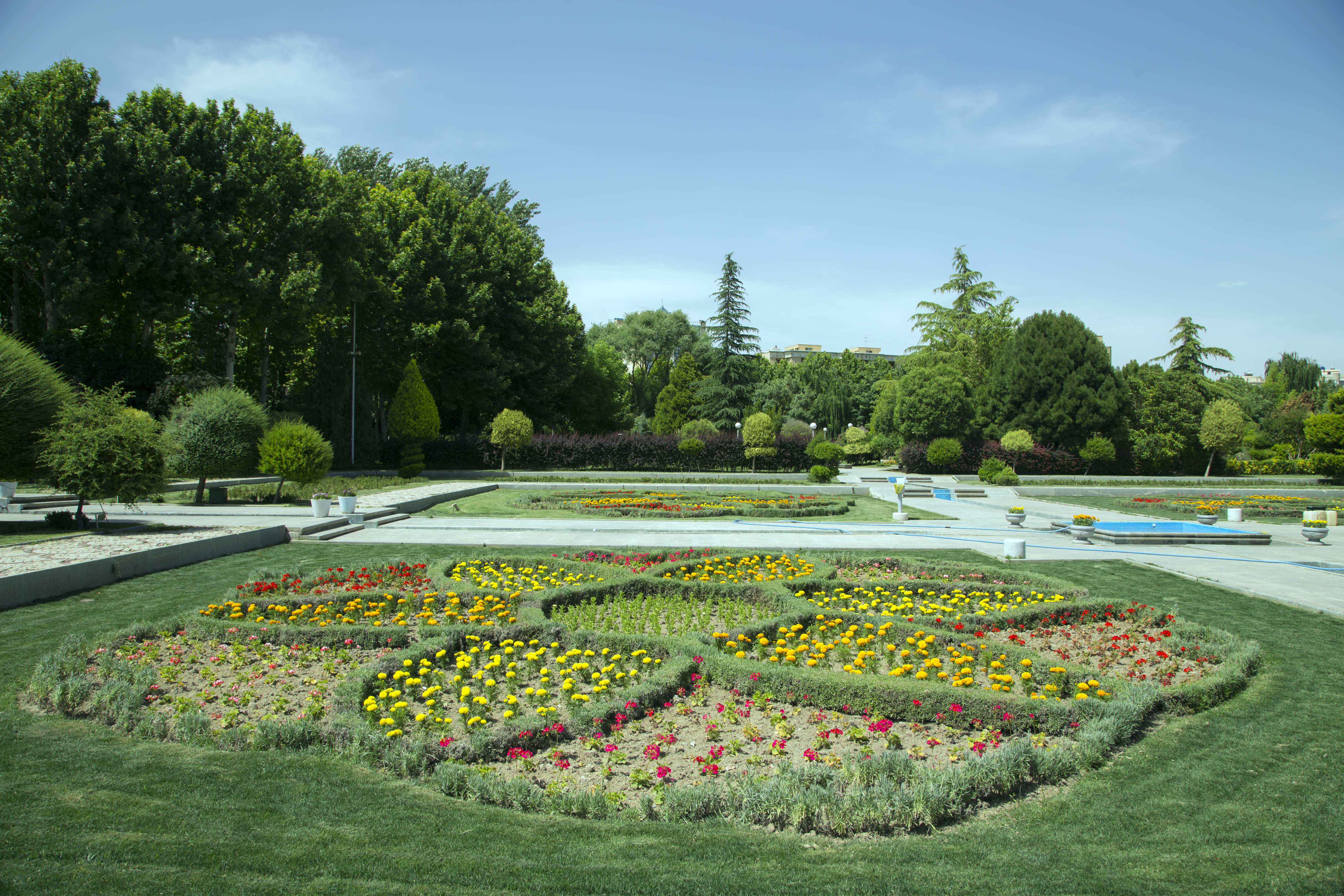
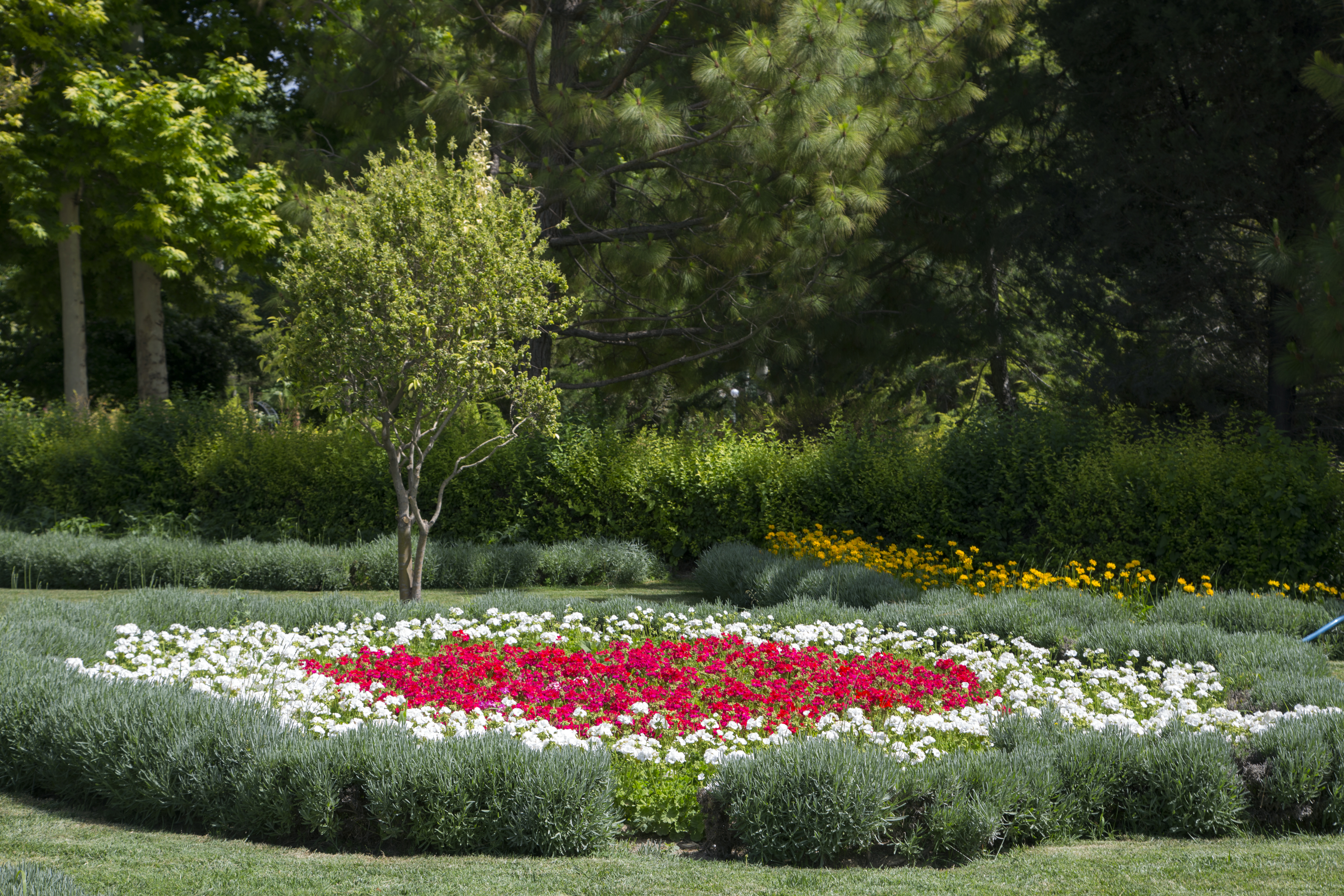
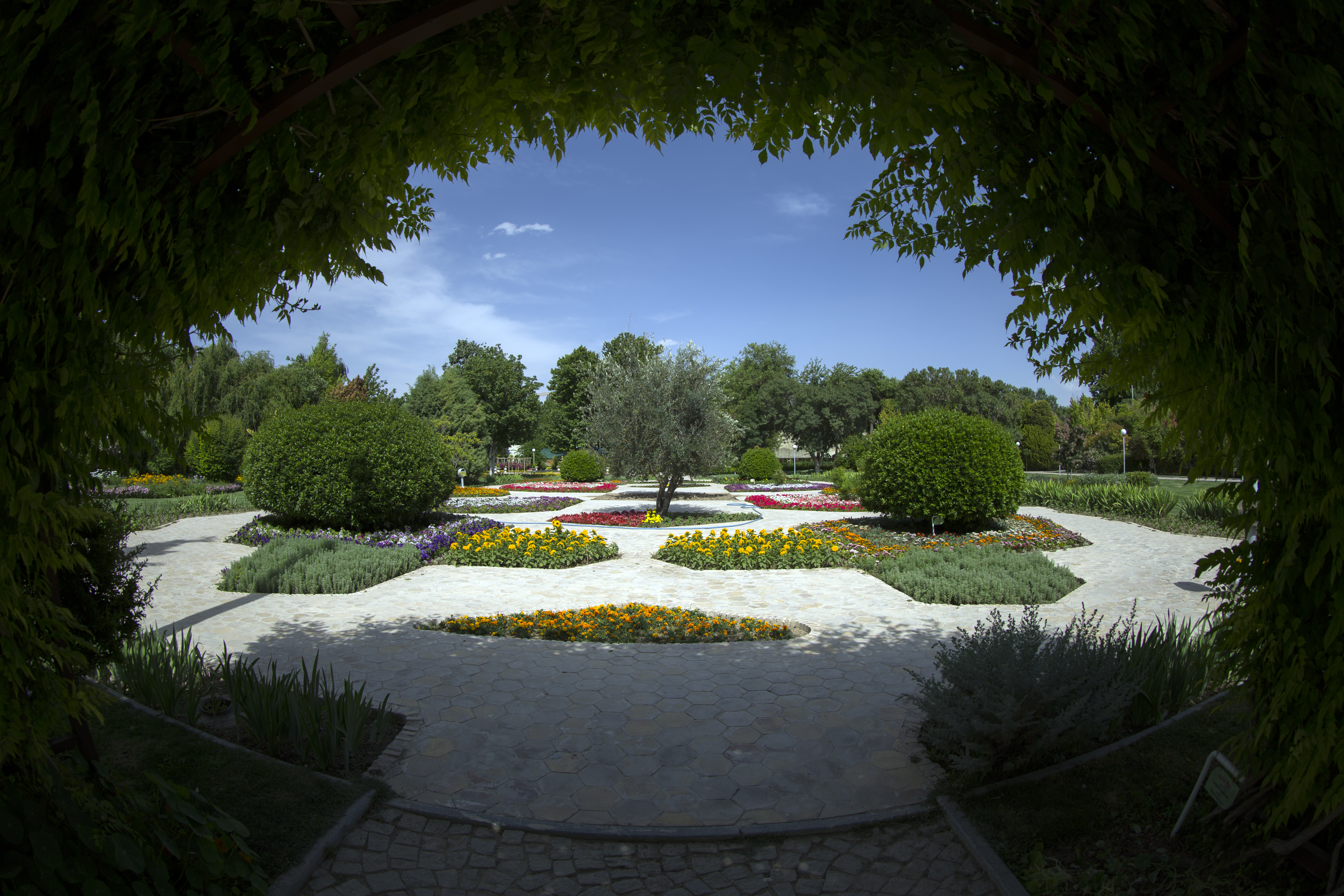
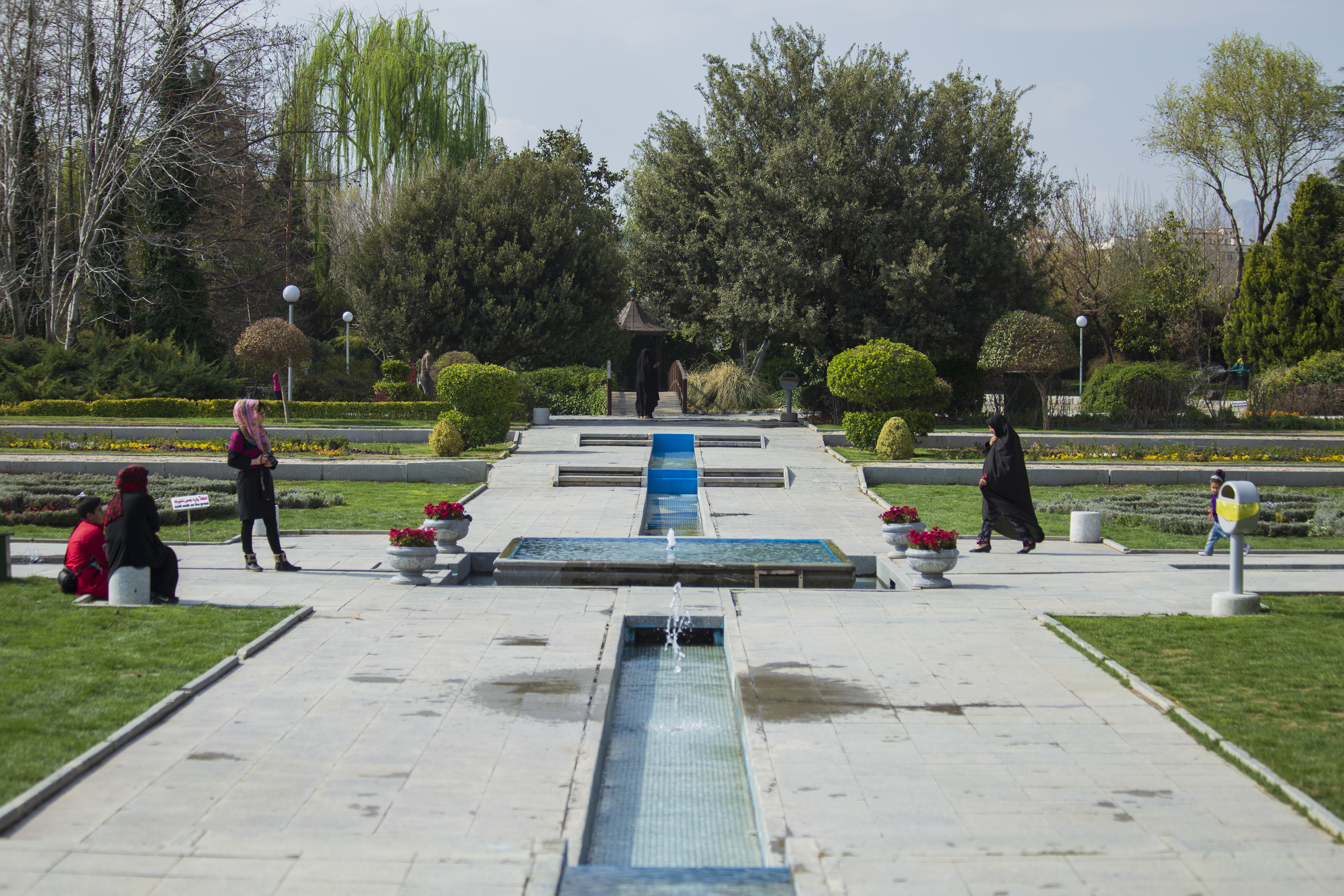
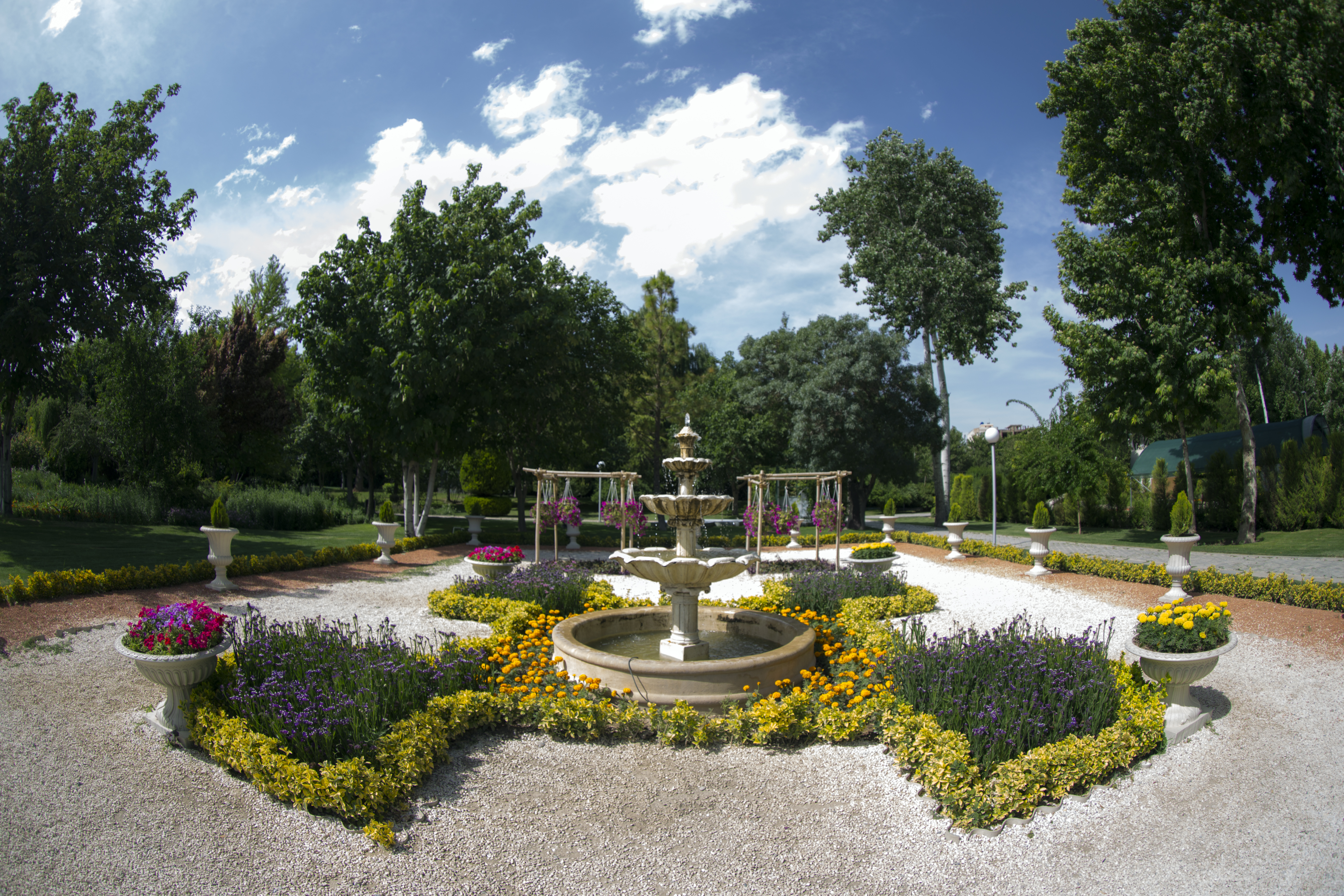
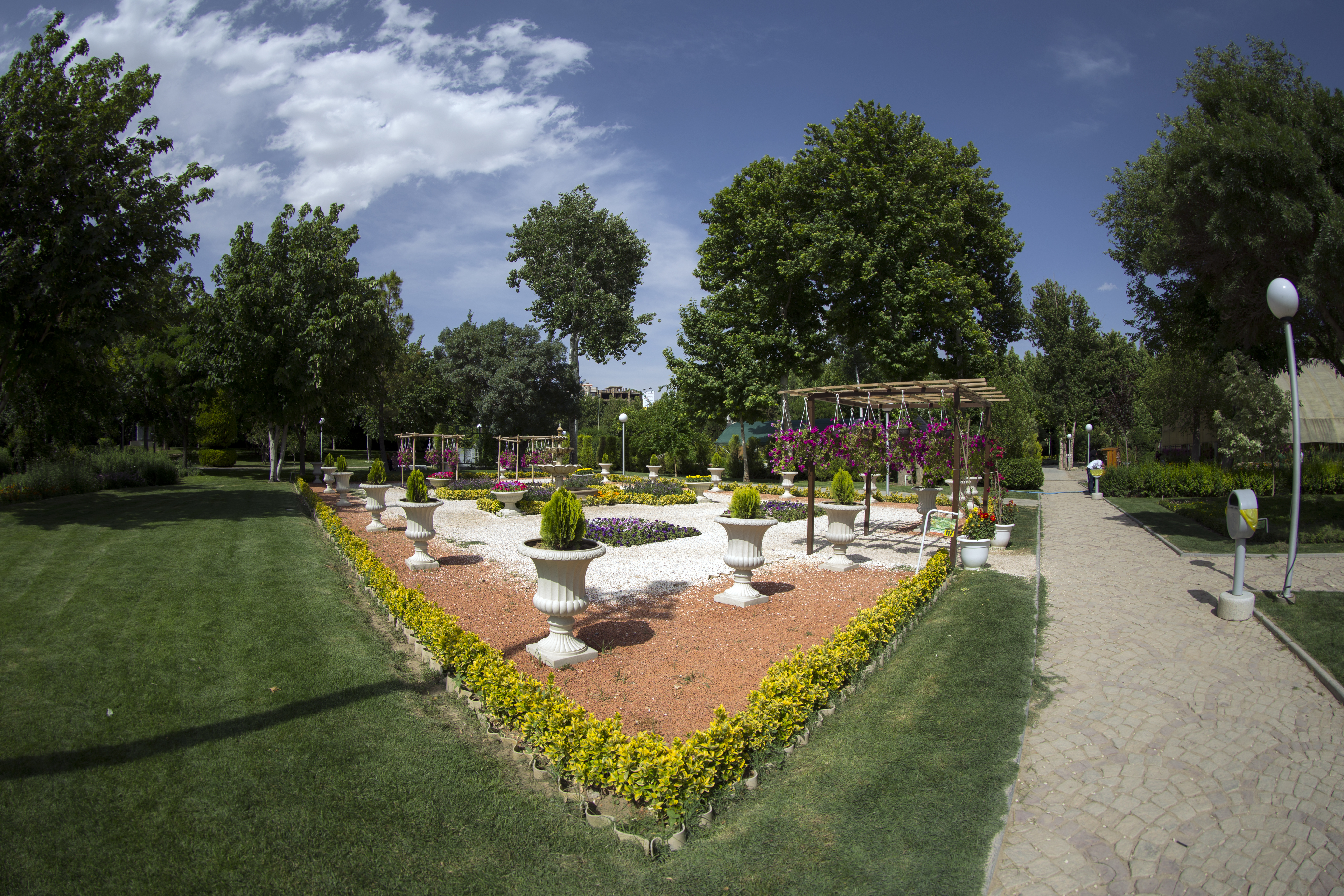
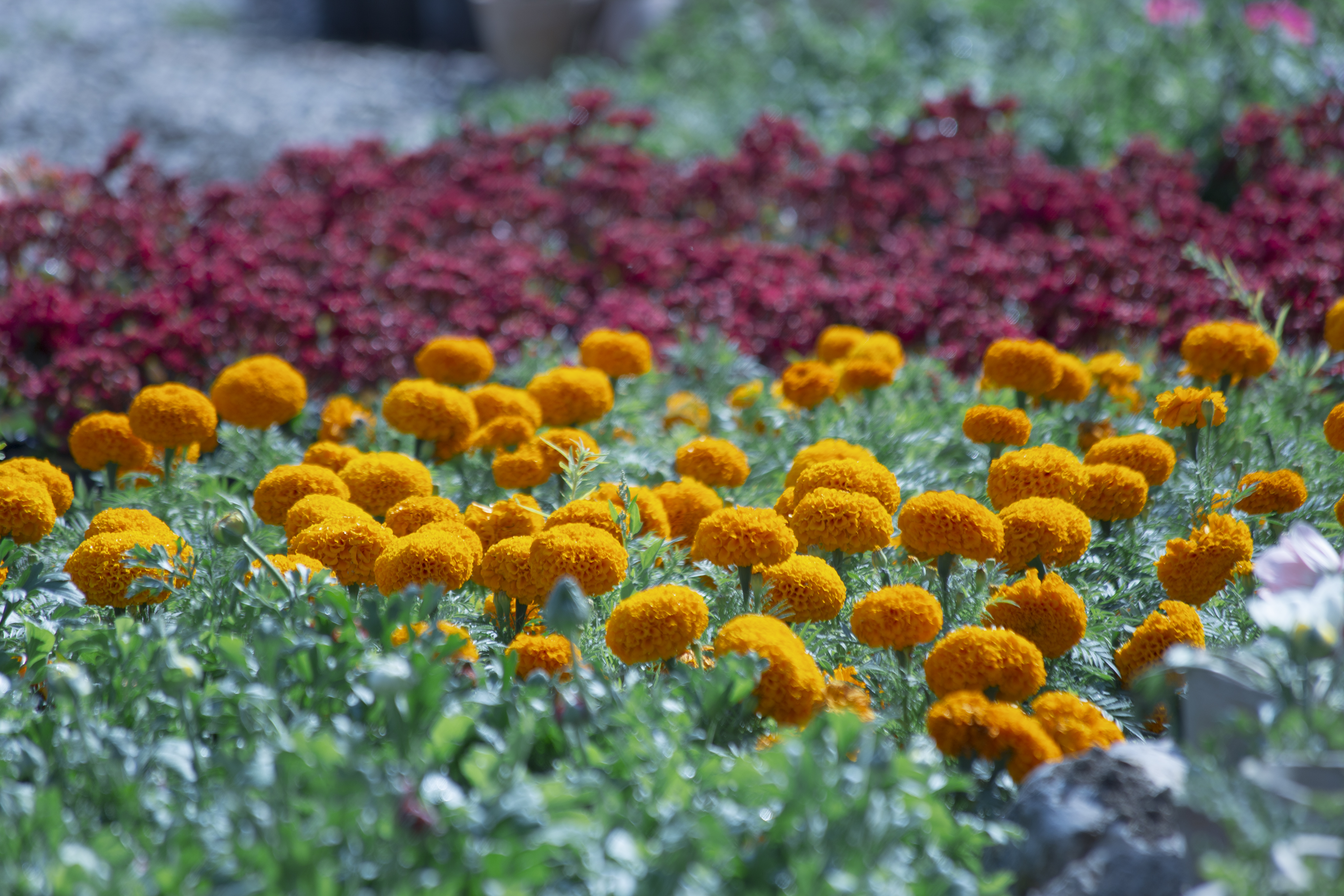
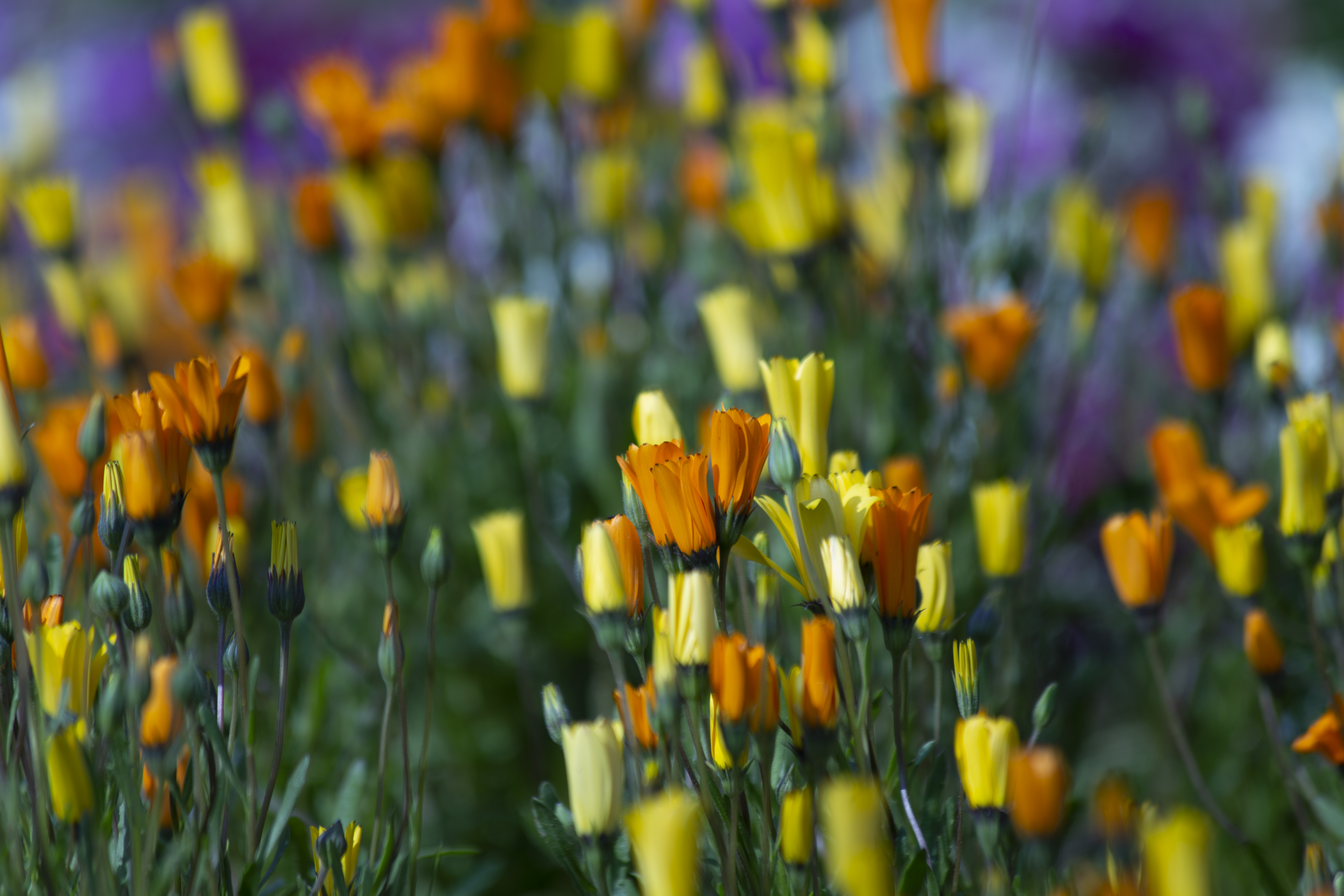